# Edwardsiana lonicerae
Edwardsiana lonicerae är en insektsart som beskrevs av Mitjaev 1968. Edwardsiana lonicerae ingår i släktet Edwardsiana och familjen dvärgstritar.
Artens utbredningsområde är Kazakstan. Inga underarter finns listade i Catalogue of Life.